# Леонов, Владимир Георгиевич
Влади́мир Гео́ргиевич Лео́нов (18 января 1937, Москва — 20 ноября 2003, Москва) — советский хоккеист, журналист, основатель и первый президент Федерации хоккея России. Мастер спорта СССР, член Союза журналистов СССР.

## Биография
Окончил ГЦОЛИФК и Московский полиграфический институт.
В 1959—1961 гг. играл в московской команде СКИФ. В сезоне 1960/61 — «Труд» (Щелково). В 1961—1966 гг. играл в хоккей с шайбой в команде мастеров «Крылья Советов», защитник. В сезоне 1968/69 — играющий тренер «Торпедо» (Подольск). В чемпионатах СССР провел 115 матчей, забросил 11 шайб.
В сезоне 1965/66 — играющий тренер ХК «Крылья Советов». В 1969—1971 гг. — тренер «Торпедо» (Подольск).
По окончании спортивной карьеры — журналист. В 1967—1991 — корреспондент газеты «Советский Спорт», журнала «Футбол-Хоккей». В 1991 году — корреспондент журнала «Спортивные игры».
С 1991 года — на административной работе в качестве сотрудника отдела хоккея Госкомспорта РСФСР. 12 ноября 1991 года — 22 мая 1992 года — первый президент Федерации хоккея РСФСР/России. В 1992—1995 гг. — заместитель директора ассоциации «Молодая Россия».
С 1997 года — на пенсии.